# Flughafen Hurghada

i7
i11
i13
Der Hurghada International Airport (arabisch مطار الغردقة الدولي, IATA-Code: HRG, ICAO-Code: HEGN) ist ein internationaler Flughafen nahe dem Tourismuszentrum Hurghada in Ägypten. Der Hurghada International Airport verfügt über 60 direkte Flugverbindungen nach Europa und eine direkte Flugverbindung in die USA.

## Terminals und Flugbetrieb
Der Flughafen besitzt zwei Terminals. Terminal 1 ist das neue Terminal für viele deutsche Airlines wie Condor und TUIfly. Das Terminal 2 ist das alte Terminal, welches für Inlandsflüge, Ziele in Osteuropa und durch Sundair sowie Eurowings benutzt wird. Terminal 1 wurde in moderner Bauweise errichtet und mit einer Glasfassade versehen.
Der Flughafen wird aufgrund der vielen Tourismusorte in der Umgebung hauptsächlich von Charter- aber auch von Linienfluggesellschaften aus Europa angeflogen. Es bestehen nationale Verbindungen nach Kairo und Alexandria durch Linienflüge der Egyptair bzw. deren Regionaltochter, bei denen hauptsächlich mit Embraer 190 und Airbus A220 sowie Boeing 737 geflogen wird. Zu den wichtigsten deutschen Fluggesellschaften gehören Condor und TUIfly, wobei aus Deutschland auch viele nichtdeutsche Charterfluggesellschaften den Flughafen ansteuern. Eine sehr starke Präsenz haben Fluggesellschaften aus Russland sowie den GU-Staaten aufgrund des russischen Angriffskrieges gegen die Ukraine und dessen Folgen. Ähnlich wie in der Türkei liegt dies vor allem an den leichteren Visa-Bestimmungen für russische Gäste gegenüber Zielen in der sonstigen Mittelmeerregion. Hurghada wird beispielsweise von Red Wings Airlines angeflogen, die von verschiedenen Städten Russlands aus auf die Tupolew Tu-204 setzt.
Der Airport Hurghada bietet bis zu 40 Flugzeugen auf dem Vorfeld Platz.

## Verschiedenes
Der Flughafen wird auch militärisch genutzt, daher gilt auf dem Flughafen ein Fotografierverbot.